# Никомидијски мученици
Никомидијски мученици су према средњовековној легенди хришћани који су због своје хришћанске вере масовно погубљени 302. године у граду Никомидији. У црквеном предању се помињу као Светих двадесет хиљада мученика никомидијских., иако је могуће да је број жртава преувеличан.
Цар Максимијан је, био огорчен ширењем цркве хришћанске у граду Никомидији. Пред Божић 302. године, сазнавши да се сви хришћани тим празником скупљају у цркву, наредио је да се тога дана црква опколи војском и запали заједно са свим хришћанима који се у њој буду затекли. Када су се хришћани окупили у цркви, после пола ноћи, његови војници су опколили цркву, царев изасланик је ушао у цркву и објаво цареву заповест, да одмах сви принесу жртву идолима или ће бити сви живи спаљени. Окупљени хришћани су то одбили и војници су запалили цркву тако да су сви пристуни изгорели у пламену.
Никомидијске мученике славе православна и римокатоличка црква.
Српска православна црква слави Светих Двадесет хиљада мученика никомидијских 28. децембра по црквеном, а 10. јануара по грегоријанском календару.